# Lijst van senatoren uit Michigan

Zegel van de staat Michigan

Dit is een lijst van de senatoren voor de Amerikaanse staat Michigan. De senatoren voor Michigan zijn ingedeeld als Klasse I en Klasse II. De twee huidige senatoren voor Michigan zijn: Gary Peters senator sinds 2015 de (senior senator) en Elissa Slotkin senator sinds 2025 de (junior senator), beiden lid van de Democratische Partij.
Een aantal prominenten die hebben gediend als senator voor Michigan zijn: Lewis Cass (genomineerd presidentskandidaat 1848 en later minister van Buitenlandse Zaken en eerder minister van Oorlog), Zachariah Chandler (later minister van Binnenlandse Zaken), Arthur Vandenberg (prominent politicus), Spencer Abraham (later minister van Energie), Debbie Stabenow (prominent politica), Russell Alger (eerder minister van Oorlog), Truman Newberry (eerder minister van de Marine), James Couzens (prominent ondernemer), Homer Ferguson (later rechter voor het Hof van Beroep voor de Krijgsmacht), Robert Griffin (prominent politicus) en Carl Levin (prominent politicus).
Zeven senatoren voor Michigan zijn ook gouverneur van Michigan geweest: Lewis Cass, Henry Baldwin, Woodbridge Ferris, William Woodbridge, Alpheus Felch, Kinsley Bingham en Russell Alger. En drie senatoren zijn ook burgemeester van Detroit geweest: Augustus Porter, Zachariah Chandler en James Couzens.

## Klasse I
| Nr.    | Senator voor Michigan Senator from Michigan | Senator voor Michigan Senator from Michigan | Senator voor Michigan Senator from Michigan | Ambtstermijn     | Ambtstermijn     | Partij(en) | Verkiezing(en) |
| ------ | ------------------------------------------- | ------------------------------------------- | ------------------------------------------- | ---------------- | ---------------- | ---------- | -------------- |
| 1      |                                             | Lucius Lyon                                 | Lucius Lyon (1800–1851)                     | 27 januari 1837  | 4 maart 1839     | D          | 1835           |
| Vacant |                                             |                                             |                                             |                  |                  |            |                |
| 2      |                                             | Augustus Porter                             | Augustus Porter (1798–1872)                 | 20 januari 1840  | 4 maart 1845     | W          | 1840           |
| 3      |                                             | Lewis Cass                                  | Lewis Cass (1782–1866)                      | 4 maart 1845     | 30 mei 1848      | D          | 1845           |
| Vacant |                                             |                                             |                                             |                  |                  |            | 1845           |
| 4      |                                             | Thomas Fitzgerald                           | Thomas Fitzgerald (1796–1855)               | 8 juni 1845      | 4 maart 1849     | D          | 1845           |
| 5      |                                             | Lewis Cass                                  | Lewis Cass (1782–1866)                      | 4 maart 1849     | 4 maart 1857     | R          | 1849           |
| 5      | 1851                                        | Lewis Cass                                  | Lewis Cass (1782–1866)                      | 4 maart 1849     | 4 maart 1857     | R          |                |
| 6      |                                             | Zachariah Chandler                          | Zachariah Chandler (1813–1879)              | 4 maart 1857     | 4 maart 1875     | R          | 1857           |
| 6      | 1863                                        | Zachariah Chandler                          | Zachariah Chandler (1813–1879)              | 4 maart 1857     | 4 maart 1875     | R          |                |
| 6      | 1869                                        | Zachariah Chandler                          | Zachariah Chandler (1813–1879)              | 4 maart 1857     | 4 maart 1875     | R          |                |
| 7      |                                             | Isaac Christiancy                           | Isaac Christiancy (1812–1890)               | 4 maart 1875     | 10 februari 1879 | R          | 1874           |
| Vacant |                                             |                                             |                                             |                  |                  |            | 1874           |
| 8      |                                             | Zachariah Chandler                          | Zachariah Chandler (1813–1879)              | 22 februari 1879 | 1 november 1879  | R          | 1879           |
| Vacant |                                             |                                             |                                             |                  |                  |            | 1879           |
| 9      |                                             | Henry Baldwin                               | Henry Baldwin (1814–1892)                   | 17 november 1879 | 4 maart 1881     | R          | 1879           |
| 9      | R                                           | Henry Baldwin                               | Henry Baldwin (1814–1892)                   | 17 november 1879 | 4 maart 1881     | 1881 (1)   |                |
| 10     |                                             | Omar Conger                                 | Omar Conger (1818–1898)                     | 4 maart 1881     | 4 maart 1887     | R          | 1881 (2)       |
| 11     |                                             | Francis Stockbridge                         | Francis Stockbridge (1826–1894)             | 4 maart 1887     | 30 april 1894    | R          | 1887           |
| 11     | 1893                                        | Francis Stockbridge                         | Francis Stockbridge (1826–1894)             | 4 maart 1887     | 30 april 1894    | R          |                |
| Vacant |                                             |                                             |                                             |                  |                  |            |                |
| 12     |                                             | John Patton                                 | John Patton (1850–1907)                     | 6 mei 1894       | 25 januari 1895  | R          |                |
| 13     |                                             | Julius Burrows                              | Julius Burrows (1837–1915)                  | 25 januari 1895  | 4 maart 1911     | R          | 1895           |
| 13     | 1899                                        | Julius Burrows                              | Julius Burrows (1837–1915)                  | 25 januari 1895  | 4 maart 1911     | R          |                |
| 13     | 1905                                        | Julius Burrows                              | Julius Burrows (1837–1915)                  | 25 januari 1895  | 4 maart 1911     | R          |                |
| 14     |                                             | Charles Townsend                            | Charles Townsend (1856–1924)                | 4 maart 1911     | 4 maart 1923     | R          | 1911           |
| 14     | 1916                                        | Charles Townsend                            | Charles Townsend (1856–1924)                | 4 maart 1911     | 4 maart 1923     | R          |                |
| 15     |                                             | Woodbridge Ferris                           | Woodbridge Ferris (1853–1928)               | 4 maart 1923     | 23 maart 1928    | D          | 1922           |
| Vacant |                                             |                                             |                                             |                  |                  |            | 1922           |
| 16     |                                             | Arthur Vandenberg                           | Arthur Vandenberg (1884–1951)               | 31 maart 1928    | 18 april 1951    | R          | 1922           |
| 16     | R                                           | Arthur Vandenberg                           | Arthur Vandenberg (1884–1951)               | 31 maart 1928    | 18 april 1951    | 1928 (1)   |                |
| 16     | R                                           | Arthur Vandenberg                           | Arthur Vandenberg (1884–1951)               | 31 maart 1928    | 18 april 1951    | 1928 (2)   |                |
| 16     | R                                           | Arthur Vandenberg                           | Arthur Vandenberg (1884–1951)               | 31 maart 1928    | 18 april 1951    | 1934       |                |
| 16     | R                                           | Arthur Vandenberg                           | Arthur Vandenberg (1884–1951)               | 31 maart 1928    | 18 april 1951    | 1940       |                |
| 16     | R                                           | Arthur Vandenberg                           | Arthur Vandenberg (1884–1951)               | 31 maart 1928    | 18 april 1951    | 1946       |                |
| Vacant |                                             |                                             |                                             |                  |                  |            |                |
| 17     |                                             | Blair Moody                                 | Blair Moody (1902–1954)                     | 22 april 1951    | 4 november 1952  | D          |                |
| 18     |                                             | Charles Potter                              | Charles Potter (1916–1979)                  | 4 november 1952  | 3 januari 1959   | R          | 1958           |
| 18     | 1964                                        | Charles Potter                              | Charles Potter (1916–1979)                  | 4 november 1952  | 3 januari 1959   | R          |                |
| 19     |                                             | Philip Hart                                 | Philip Hart (1912–1976)                     | 3 januari 1959   | 26 december 1976 | D          | 1958           |
| 19     | 1964                                        | Philip Hart                                 | Philip Hart (1912–1976)                     | 3 januari 1959   | 26 december 1976 | D          |                |
| 19     | 1970                                        | Philip Hart                                 | Philip Hart (1912–1976)                     | 3 januari 1959   | 26 december 1976 | D          |                |
| Vacant |                                             |                                             |                                             |                  |                  |            |                |
| 20     |                                             | Don Riegle                                  | Do Riegle (1938)                            | 30 december 1976 | 3 januari 1995   | D          |                |
| 20     | D                                           | Don Riegle                                  | Do Riegle (1938)                            | 30 december 1976 | 3 januari 1995   | 1976       |                |
| 20     | D                                           | Don Riegle                                  | Do Riegle (1938)                            | 30 december 1976 | 3 januari 1995   | 1982       |                |
| 20     | D                                           | Don Riegle                                  | Do Riegle (1938)                            | 30 december 1976 | 3 januari 1995   | 1988       |                |
| 21     |                                             | Spencer Abraham                             | Spencer Abraham (1952)                      | 3 januari 1995   | 3 januari 2001   | R          | 1994           |
| 22     |                                             | Debbie Stabenow                             | Debbie Stabenow (1950)                      | 3 januari 2001   | 3 januari 2025   | D          | 2000           |
| 22     | 2006                                        | Debbie Stabenow                             | Debbie Stabenow (1950)                      | 3 januari 2001   | 3 januari 2025   | D          |                |
| 22     | 2012                                        | Debbie Stabenow                             | Debbie Stabenow (1950)                      | 3 januari 2001   | 3 januari 2025   | D          |                |
| 22     | 2018                                        | Debbie Stabenow                             | Debbie Stabenow (1950)                      | 3 januari 2001   | 3 januari 2025   | D          |                |
| 23     |                                             | Elissa Slotkin                              | Elissa Slotkin (1976)                       | 3 januari 2025   | heden            | D          | 2024           |

## Klasse II
| Nr.    | Senator voor Michigan Senator from Michigan | Senator voor Michigan Senator from Michigan | Senator voor Michigan Senator from Michigan | Ambtstermijn      | Ambtstermijn     | Partij(en) | Verkiezing(en) |
| ------ | ------------------------------------------- | ------------------------------------------- | ------------------------------------------- | ----------------- | ---------------- | ---------- | -------------- |
| 1      |                                             | John Norvell                                | John Norvell (1789–1850)                    | 27 januari 1837   | 4 maart 1841     | D          | 1835           |
| 2      |                                             | William Woodbridge                          | William Woodbridge (1708–1861)              | 4 maart 1841      | 4 maart 1847     | W          | 1841           |
| 3      |                                             | Alpheus Felch                               | Alpheus Felch (1804–1896)                   | 4 maart 1847      | 4 maart 1853     | D          | 1847           |
| 4      |                                             | Charles Stuart                              | Charles Stuart (1810–1887)                  | 4 maart 1853      | 4 maart 1859     | D          | 1853           |
| 5      |                                             | Kingsley Bingham                            | Kingsley Bingham (1808–1861)                | 4 maart 1859      | 5 oktober 1861   | R          | 1858           |
| Vacant |                                             |                                             |                                             |                   |                  |            | 1858           |
| 6      |                                             | Jacob Howard                                | Jacob Howard (1805–1871)                    | 18 januari 1862   | 4 maart 1871     | R          | 1862           |
| 6      | 1865                                        | Jacob Howard                                | Jacob Howard (1805–1871)                    | 18 januari 1862   | 4 maart 1871     | R          |                |
| 7      |                                             | Thomas Ferry                                | Thomas Ferry (1827–1896)                    | 4 maart 1871      | 4 maart 1883     | R          | 1871           |
| 7      | 1877                                        | Thomas Ferry                                | Thomas Ferry (1827–1896)                    | 4 maart 1871      | 4 maart 1883     | R          |                |
| 8      |                                             | Thomas Palmer                               | Thomas Palmer (1830–1913)                   | 4 maart 1883      | 4 maart 1889     | R          | 1882           |
| 9      |                                             | James McMillan                              | James McMillan (1838–1902)                  | 4 maart 1889      | 10 augustus 1902 | R          | 1889           |
| 9      | 1895                                        | James McMillan                              | James McMillan (1838–1902)                  | 4 maart 1889      | 10 augustus 1902 | R          |                |
| 9      | 1901                                        | James McMillan                              | James McMillan (1838–1902)                  | 4 maart 1889      | 10 augustus 1902 | R          |                |
| Vacant |                                             |                                             |                                             |                   |                  |            |                |
| 10     |                                             | Russell Algert                              | Russell Algert (1836–1907)                  | 28 september 1902 | 24 januari 1907  | R          |                |
| 10     | R                                           | Russell Algert                              | Russell Algert (1836–1907)                  | 28 september 1902 | 24 januari 1907  | 1903       |                |
| Vacant |                                             |                                             |                                             |                   |                  | 1903       |                |
| 11     |                                             | William Alden Smith                         | William Alden Smith (1859–1932)             | 10 februari 1907  | 4 maart 1919     | R          | 1907 (1)       |
| 11     | 1907 (2)                                    | William Alden Smith                         | William Alden Smith (1859–1932)             | 10 februari 1907  | 4 maart 1919     | R          |                |
| 11     | 1913                                        | William Alden Smith                         | William Alden Smith (1859–1932)             | 10 februari 1907  | 4 maart 1919     | R          |                |
| 12     |                                             | Truman Newberry                             | Truman Newberry (1864–1945)                 | 4 maart 1919      | 22 november 1922 | R          | 1918           |
| Vacant |                                             |                                             |                                             |                   |                  |            | 1918           |
| 13     |                                             | James Couzens                               | James Couzens (1872–1936)                   | 30 november 1922  | 22 oktober 1936  | R          | 1918           |
| 13     | R                                           | James Couzens                               | James Couzens (1872–1936)                   | 30 november 1922  | 22 oktober 1936  | 1924 (1)   |                |
| 13     | R                                           | James Couzens                               | James Couzens (1872–1936)                   | 30 november 1922  | 22 oktober 1936  | 1924 (2)   |                |
| 13     | R                                           | James Couzens                               | James Couzens (1872–1936)                   | 30 november 1922  | 22 oktober 1936  | 1930       |                |
| Vacant |                                             |                                             |                                             |                   |                  |            |                |
| 14     |                                             | Prentiss Brown                              | Prentiss Brown (1889–1973)                  | 20 november 1936  | 3 januari 1943   | D          |                |
| 14     | D                                           | Prentiss Brown                              | Prentiss Brown (1889–1973)                  | 20 november 1936  | 3 januari 1943   | 1936       |                |
| 15     |                                             | Homer Ferguson                              | Homer Ferguson (1889–1982)                  | 3 januari 1943    | 3 januari 1955   | R          | 1942           |
| 15     | 1948                                        | Homer Ferguson                              | Homer Ferguson (1889–1982)                  | 3 januari 1943    | 3 januari 1955   | R          |                |
| 16     |                                             | Patrick McNamara                            | Patrick McNamara (1894–1966)                | 3 januari 1955    | 30 april 1966    | D          | 1954           |
| 16     | 1960                                        | Patrick McNamara                            | Patrick McNamara (1894–1966)                | 3 januari 1955    | 30 april 1966    | D          |                |
| Vacant |                                             |                                             |                                             |                   |                  |            |                |
| 17     |                                             | Robert Griffin                              | Robert Griffin (1923–2015)                  | 10 mei 1966       | 3 januari 1979   | R          |                |
| 17     | R                                           | Robert Griffin                              | Robert Griffin (1923–2015)                  | 10 mei 1966       | 3 januari 1979   | 1966       |                |
| 17     | R                                           | Robert Griffin                              | Robert Griffin (1923–2015)                  | 10 mei 1966       | 3 januari 1979   | 1972       |                |
| 18     |                                             | Carl Levin                                  | Carl Levin (1934–2021)                      | 3 januari 1979    | 3 januari 2015   | D          | 1978           |
| 18     | 1984                                        | Carl Levin                                  | Carl Levin (1934–2021)                      | 3 januari 1979    | 3 januari 2015   | D          |                |
| 18     | 1990                                        | Carl Levin                                  | Carl Levin (1934–2021)                      | 3 januari 1979    | 3 januari 2015   | D          |                |
| 18     | 1996                                        | Carl Levin                                  | Carl Levin (1934–2021)                      | 3 januari 1979    | 3 januari 2015   | D          |                |
| 18     | 2002                                        | Carl Levin                                  | Carl Levin (1934–2021)                      | 3 januari 1979    | 3 januari 2015   | D          |                |
| 18     | 2008                                        | Carl Levin                                  | Carl Levin (1934–2021)                      | 3 januari 1979    | 3 januari 2015   | D          |                |
| 19     |                                             | Gary Peters                                 | Gary Peters (1958)                          | 3 januari 2015    | heden            | D          | 2014           |
| 19     | 2020                                        | Gary Peters                                 | Gary Peters (1958)                          | 3 januari 2015    | heden            | D          |                |

Alabama: Tuberville (R) · Britt (R)
Alaska: Murkowski (R) · Sullivan (R)
Arizona: Kelly (D) · Gallego (D)
Arkansas: Boozman (R) · Cotton (R)
Californië: Padilla (D) · Schiff (D)
Colorado: Bennet (D) · Hickenlooper (D)
Connecticut: Blumenthal (D) · Murphy (D)
Delaware: Coons (D) · Blunt Rochester (D)
Florida: R. Scott (R) · Moody (R)
Georgia: Ossoff (D) · Warnock (D)
Hawaï: Schatz (D) · Hirono (D)
Idaho: Crapo (R) · Risch (R)
Illinois: Durbin (D) · Duckworth (D)
Indiana: Young (R) · Banks (R)
Iowa: Grassley (R) · Ernst (R)
Kansas: Moran (R) · Marshall (R)
Kentucky: McConnell (R) · Paul (R)
Louisiana: Cassidy (R) · Kennedy (R)
Maine: Collins (R) · King (O)
Maryland: Van Hollen (D) · Alsobrooks (D)
Massachusetts: Warren (D) · Markey (D)
Michigan: Peters (D) · Slotkin (D)
Minnesota: Klobuchar (D) · Smith (D)
Mississippi: Wicker (R) · Hyde-Smith (R)
Missouri: Hawley (R) · Schmitt (R)
Montana: Daines (R) · Sheehy (R)
Nebraska: Fischer (R) · Ricketts (R)
Nevada: Cortez Masto (D) · Rosen (D)
New Hampshire: Shaheen (D) · Hassan (D)
New Jersey: Booker (D) · Kim (D)
New Mexico: Heinrich (D) · Luján (D)
New York: Schumer (D) · Gillibrand (D)
North Carolina: Tillis (R) · Budd (R)
North Dakota: Hoeven (R) · Cramer (R)
Ohio: Moreno (R) · Husted (R)
Oklahoma: Lankford (R) · Mullin (R)
Oregon: Wyden (D) · Merkley (D)
Pennsylvania: Fetterman (D) · McCormick (R)
Rhode Island: Reed (D) · Whitehouse (D)
South Carolina: Graham (R) · T. Scott (R)
South Dakota: Thune (R) · Rounds (R)
Tennessee: Blackburn (R) · Hagerty (R)
Texas: Cornyn (R) · Cruz (R)
Utah: Lee (R) · Curtis (R)
Vermont: Sanders (O) · Welch (D)
Virginia: Warner (D) · Kaine (D)
Washington: Murray (D) · Cantwell (D)
West Virginia: Moore Capito (R) · Justice (R)
Wisconsin: Johnson (R) · Baldwin (D)
Wyoming: Barrasso (R) · Lummis (R)
(D): Democraat · (R): Republikein · (O): Onafhankelijk